# Regionalliga
Die Regionalliga ist in zahlreichen Sportverbänden in Deutschland, Österreich und der Schweiz eine meistens im oberen Bereich des Ligasystems angesiedelte regionale Spielklasse. Ausrichter der Spielklasse sind regelmäßig die für das Gebiet eines oder mehrerer Bundesländer (Deutschland), Bundesländer (Österreich) oder Kantone zuständigen und dem nationalen Sportverband untergeordneten Regional- oder Landesverbände.

## Deutschland

### American Football
Im American Football der Herren ist die Regionalliga auf der dritten Spielklassenebene unterhalb der GFL und der GFL2 angesiedelt. Die Regionalliga wird derzeit in sechs Staffeln ausgetragen:
- Regionalliga Nord
- Regionalliga Ost
- Regionalliga West
- Regionalliga Mitte
- Regionalliga Südwest
- Regionalliga Süd

Die Meister der Staffeln Nord, Ost und West ermitteln nach Abschluss aller Spiele in Relegationsspielen einen Aufsteiger zur GFL2 Nord, während die Meister und Vizemeister der Staffeln Mitte, Südwest und Süd einen Aufsteiger zur GFL2 Süd ermitteln.

### Badminton
Im Badminton der Herren ist die Regionalliga auf der dritten Spielklassenebene unterhalb der 1. Bundesliga und der 2. Bundesliga angesiedelt. Die Regionalliga wird derzeit in fünf Staffeln ausgetragen:
- Regionalliga Nord (Berlin-Brandenburg, Bremen, Hamburg, Mecklenburg-Vorpommern, Niedersachsen, Sachsen-Anhalt und Schleswig-Holstein)
- Regionalliga West (Nordrhein-Westfalen)
- Regionalliga Mitte (Thüringen, Hessen, Rheinland-Pfalz und das Saarland)
- Regionalliga Südost Staffel Ost (Bayern (Teil), Sachsen)
- Regionalliga Südost Staffel Süd (Bayern (Teil), Baden-Württemberg)

Die Meister der Staffeln Nord, West und Mitte steigen in die 2. Bundesliga auf, während die beiden Staffelsieger Südost in Hin- und Rückspiel einen weiteren Aufsteiger ermitteln.

### Basketball

#### Männer
Im Basketball der Herren ist die Regionalliga auf der vierten und fünften Spielklassenebene unterhalb der Bundesliga, der ProA und der ProB angesiedelt. Die Regionalliga ist in 1. Regionalliga und 2. Regionalliga untergliedert. Die 1. Regionalliga wird in vier Spielgruppen ausgetragen:
- 1. Regionalliga Nord (Berlin, Brandenburg, Bremen, Hamburg, Mecklenburg-Vorpommern, Niedersachsen, Sachsen-Anhalt, Schleswig-Holstein)
- 1. Regionalliga West (Nordrhein-Westfalen)
- 1. Regionalliga Südost (Bayern, Sachsen, Thüringen)
- 1. Regionalliga Südwest (Baden-Württemberg, Hessen, Rheinland-Pfalz, Saarland)

Der Meister jeder 1.-Regionalliga-Spielgruppe erwirbt das sportliche Teilnahmerecht um in die ProB aufzusteigen.

#### Frauen
Im Basketball der Frauen ist die Regionalliga auf der dritten und vierten Spielklassenebene unterhalb der Bundesliga und der 2. Bundesliga angesiedelt. Nur unterhalb der Regionalliga Nord gibt es eine 2. Regionalliga mit den Staffeln Nord, Ost und West. Die (1.) Regionalliga wird in vier Spielgruppen ausgetragen, wobei sich die Regionalliga Südwest in zwei Gruppen gliedert:
- 1. Regionalliga Nord (Berlin, Brandenburg, Bremen, Hamburg, Mecklenburg-Vorpommern, Niedersachsen, Sachsen-Anhalt, Schleswig-Holstein)[4]
- Regionalliga West (Nordrhein-Westfalen)
- Regionalliga Südost (Bayern, Sachsen, Thüringen)
- Regionalliga Südwest, Gruppe Nord (Hessen, Rheinland-Pfalz, Saarland)[5]
- Regionalliga Südwest Baden-Württemberg (Baden-Württemberg)[6]

Den Aufsteiger in die 2. Bundesliga aus Südwest spielen die Tabellenersten der beiden Gruppen aus. Die Meister der anderen Spielgruppen steigen direkt auf.

### Eishockey
Im Eishockey der Herren ist die Regionalliga auf der vierten Spielklassenebene unterhalb der DEL, der DEL II und der Oberliga im Eishockey-Ligasystem angesiedelt. Da es im Eissport keine Regionalverbände gibt, werden sie von den Landeseissportverbänden (LEV) organisiert, oft in Zusammenarbeit mehrerer Verbände. Zudem ist die Spielklasse untypisch für ein deutsches Ligasystem nicht oberhalb, sondern unterhalb der Oberliga angesiedelt. Die vierte Klasse wird derzeit in vier Staffeln ausgetragen:
- Regionalliga Nord (Bremen, Hamburg, Mecklenburg-Vorpommern, Niedersachsen, Schleswig-Holstein)
- Regionalliga Ost (Berlin, Brandenburg, Sachsen, Sachsen-Anhalt, Thüringen, Hessen)
- Regionalliga Nordrhein-Westfalen (NRW)
- Baden-Württemberg-Liga (Baden-Württemberg)
- Bayernliga (Bayern)

Die Regionalliga West wird derzeit nicht ausgespielt. Die Regionalliga Nordrhein-Westfalen ist vom DEB nicht als Regionalliga anerkannt.

### Fußball

#### Männer
Im Fußball der Herren ist die Regionalliga auf der vierten Spielklassenebene unterhalb der Bundesliga, der 2. Bundesliga und der 3. Liga im Fußball-Ligasystem angesiedelt. Bis zur Saison 2011/2012 wurde die Regionalliga in drei Staffeln ausgetragen, ab der Saison 2012/2013 sind es folgende fünf Staffeln:
- Regionalliga Nord (Bremen, Hamburg, Niedersachsen, Schleswig-Holstein)
- Regionalliga Nordost (Berlin, Brandenburg, Mecklenburg-Vorpommern, Sachsen, Sachsen-Anhalt, Thüringen)
- Regionalliga West (Mittelrhein, Niederrhein, Westfalen)
- Regionalliga Südwest (Baden, Hessen, Rheinland, Saarland, Südbaden, Südwest, Württemberg)
- Regionalliga Bayern (Bayern)

Bis einschließlich der Saison 2017/2018 galt folgende Aufstiegsregel: Die Meister der Staffeln sowie der Zweitplatzierte aus der Regionalliga Südwest spielen in einer Aufstiegsrunde um die drei Aufstiegsplätze in die 3. Liga.
Seit der Saison 2018/2019 gibt es 4 Aufsteiger in die 3. Liga, wobei jeweils 3 Aufstiegsplätze direkt an die Meister einer Regionalliga vergeben werden, der 4. Aufstiegsplatz wird durch 2 Aufstiegsspiele zwischen den Meistern der verbliebenen Regionalligen ermittelt. Welche Meister direkt aufsteigen und welche die Aufstiegsspiele bestreiten müssen, wird durch ein Rotationsprinzip festgelegt, lediglich der Meister der Regionalliga Südwest steigt immer auf.
Seit der Saison 2020/21 werden zwei Aufstiegsplätze in die 3. Liga direkt an die Meister der Regionalligen Südwest und West vergeben. Der dritte Aufstiegsplatz wird im Rotationsverfahren direkt an den Meister aus einer der drei Regionalligen Nord, Nordost und Bayern vergeben. Der vierte Platz wird schließlich unter den beiden verbliebenen Meistern aus den Regionalligen Nord, Nordost und Bayern ausgespielt. Hintergrund ist, dass die Gebiete der Regionalligen Südwest und West von Ballungsräumen geprägt sind und gemeinsam mehr als 50 Prozent der gemeldeten Männermannschaften in Deutschland umfassen.
Den Allzeit-Zuschauerrekord (Stand: 6. August 2023) in der deutschen 4. Liga erzielte in der Spielzeit 2014/15 in der Regionalliga-West die Partie des 20. Spieltags Alemannia Aachen gegen RW Essen mit 30.313 Zuschauern am 7. Februar 2015.

#### Frauen
Im Fußball der Frauen ist die Regionalliga auf der dritten Spielklassenebene unterhalb der Bundesliga und der 2. Bundesliga angesiedelt. Die Regionalliga wird derzeit in fünf Staffeln ausgetragen:
- Regionalliga Nordost (Berlin, Brandenburg, Mecklenburg-Vorpommern, Sachsen, Sachsen-Anhalt, Thüringen)
- Regionalliga Nord (Bremen, Hamburg, Niedersachsen, Schleswig-Holstein)
- Regionalliga West (Mittelrhein, Niederrhein, Westfalen)
- Regionalliga Südwest (Rheinland, Saarland, Südwest)
- Regionalliga Süd (Baden, Bayern, Hessen, Südbaden, Württemberg)

Die Meister der fünf Staffeln steigen in die 2. Bundesliga auf.

### Handball

#### Männer
Im Handball der Männer war die Regionalliga von 1969 bis 1981 die zweithöchste und ab 1981/82 auf der dritthöchsten Spielklassenebene unterhalb der Bundesliga und der 2. Bundesliga angesiedelt. Zur Saison 2010/11 wurde die Regionalliga durch die neu gegründete 3. Liga ersetzt. Mit Beginn der Saison 2024/25 wurde wieder eine bundesweite, in zehn Regionen aufgeteilte, Regionalliga als vierthöchste Spielklasse eingeführt. Die Regionalligen werden von den jeweiligen Landessportverbänden – zum Teil gemeinsam – veranstaltet.
| - Handball-Regionalliga Nord - Handball-Regionalliga Ostsee-Spree - Handball-Regionalliga Mitteldeutschland - Handball-Regionalliga Niedersachsen - Handball-Regionalliga Westfalen | - Handball-Regionalliga Nordrhein - Handball-Regionalliga Südwest - Handball-Regionalliga Hessen - Handball-Regionalliga Baden-Württemberg - Handball-Regionalliga Bayern |

#### Frauen
Im Handball der Frauen war die Regionalliga bis zur Saison 2009/10 auf der dritthöchsten Spielklassenebene unterhalb der Bundesliga und der 2. Bundesliga angesiedelt. Zur Saison 2010/11 wurde die Regionalliga durch die neu gegründete 3. Liga ersetzt. Mit Beginn der Saison 2024/25 wurde wieder eine bundesweite, in zehn Regionen aufgeteilte, Regionalliga als vierthöchste Spielklasse eingeführt. Die Regionalligen werden von den jeweiligen Landessportverbänden – zum Teil gemeinsam – veranstaltet.

### Hockey
Im Hockey gibt es Regionalligen bei den Damen und bei den Herren im Feld und in der Halle. Die Regionalliga bildet die dritte Spielklassenebene nach den beiden Bundesligen. Die Regionalligen werden von den Regionalverbänden der vier Regionen organisiert:
- Region Nord (Interessengemeinschaft Nord: Bremen, Hamburg, Niedersachsen, Schleswig-Holstein)
- Region Ost (Ostdeutscher Hockey-Verband: Berlin, Brandenburg, Mecklenburg-Vorpommern, Sachsen, Sachsen-Anhalt, Thüringen)
- Region Süd (Süddeutscher Hockey-Verband: Baden-Württemberg, Bayern, Hessen, Rheinland-Pfalz/Saar)
- Region West (Westdeutscher Hockey-Verband: Nordrhein-Westfalen)

Nur im Süden gibt es drei 2. Regionalligen: Herren Feld, Damen und Herren Halle.

### Korfball
Im Korfball ist die Regionalliga Nord-West die höchste Klasse in Deutschland. Unter ihr spielen die Oberliga Nord-West und die Ligen der beiden Landesverbände RTB und WTB.

### Tennis
Im Tennis der Herren und Damen ist die Regionalliga auf der dritten Spielklassenebene unterhalb der Bundesliga und der 2. Bundesliga, bei den Herren 30 auf der derzeit zweiten Spielklassenebene angesiedelt. Für alle anderen Altersklassen oberhalb der Damen 30 und Herren 40 ist sie die oberste Spielklassenebene der jeweiligen Regionen. Die Regionalliga wird derzeit in vier Staffeln ausgetragen:
- Regionalliga Nord-Ost (Berlin-Brandenburg, Hamburg, Mecklenburg-Vorpommern, Niedersachsen, Nord-West, Sachsen-Anhalt, Schleswig-Holstein)
- Regionalliga West (Mittelrhein, Niederrhein, Westfalen)
- Regionalliga Süd-West (Baden, Hessen, Rheinland-Pfalz, Saarland, Württemberg)
- Regionalliga Süd-Ost (Bayern, Sachsen, Thüringen).[9]

### Volleyball
Im Volleyball der Frauen und der Männer ist die Regionalliga auf der vierten Spielklassenebene unterhalb der Bundesliga (der Frauen, der Männer), der 2. Bundesliga (der Frauen, der Männer) und der Dritten Liga (der Frauen, der Männer) angesiedelt. Die Regionalliga ist die niederklassigste vom Deutschen Volleyball-Verband organisierte Liga (die Ligen darunter regeln die jeweiligen Landesverbände) und wird derzeit für Frauen und Männer in je acht Staffeln ausgetragen:
- Regionalliga Nord (Schleswig-Holstein, Hamburg, Mecklenburg-Vorpommern)
- Regionalliga Nordost (Berlin, Brandenburg, Sachsen-Anhalt)
- Regionalliga Nordwest (Niedersachsen, Bremen)
- Regionalliga West (Nordrhein-Westfalen)
- Regionalliga Ost (Sachsen, Thüringen)
- Regionalliga Südost (Bayern)
- Regionalliga Süd (Baden-Württemberg)
- Regionalliga Südwest (Hessen, Rheinland-Pfalz, Saarland)

Die Meister aller acht Regionalliga-Staffeln steigen nach Saisonende in die viergleisige Dritte Liga auf: Nord und Nordost in die Dritte Liga Nord, Nordwest und West in die Dritte Liga West, Ost und Südost in die Dritte Liga Ost sowie Süd und Südwest in die Dritte Liga Süd.

## Österreich

### Fußball
Im Fußball der Herren ist die Regionalliga auf der dritten Spielklassenebene unterhalb der Bundesliga und der 2. Liga angesiedelt. Die Regionalliga wird derzeit in drei Staffeln ausgetragen:
- Regionalliga Ost (Burgenland, Niederösterreich, Wien)
- Regionalliga Mitte (Kärnten, Oberösterreich, Steiermark sowie Osttirol)
- Regionalliga West (Salzburg, Tirol (ohne Osttirol), Vorarlberg)

Die Meister der drei Staffeln spielen in einer Relegation mit dem Vorletzten der 2. Liga um den Aufstieg (siehe auch Fußball-Ligasystem in Österreich).

## Schweiz

### Eishockey
Im Eishockey der Herren ist die Regio League die Sammelbezeichnung für die auf der dritten bis sechsten Spielklassenebene ausgetragenen Nachwuchs- und Amateursportligen der Swiss Ice Hockey Federation. Höchste dieser Spielklassen ist die unterhalb der National League A und der National League B angesiedelte 1. Liga. Die 1. Liga wird derzeit in 3 Gruppen ausgetragen:
- 1. Liga Gruppe 1 (Ostschweiz)
- 1. Liga Gruppe 2 (Zentralschweiz)
- 1. Liga Gruppe 3 (Suisse Romande)

Die nach den Playoffs in jeder Gruppen ermittelten Gruppensieger spielen im Anschluss um die Schweizer Amateurmeisterschaft. Der Amateurmeister ist – bei Erfüllung weiterer Kriterien – zum Aufstieg in die National League B berechtigt.

### Fußball
Im Fußball der Herren ist die Regionalliga die Sammelbezeichnung für die auf der sechsten bis neunten Spielklassenebene ausgetragenen Ligen der Regionalverbände. Höchste dieser Spielklassen ist die unterhalb der Super League, der Challenge League, der 1. Liga Promotion, 1. Liga Classic und der 2. Liga interregional angesiedelte 2. Liga. Die 2. Liga wird derzeit in 17 Gruppen ausgetragen.